# James Cavallie
James Cavallie (* 20. Dezember 1933) ist ein schwedischer Historiker.

## Leben
Cavallie studierte Geschichte an der Universität Uppsala und arbeitete später als Oberarchivar im schwedischen Reichsarchiv. Er publizierte unter anderem Monographien über die schwedische Kriegsfinanzierung beim Beginn des Großen Nordischen Krieges 1700–1721 (Dissertation), über sozialgeschichtliche Fragen bezüglich der höheren Schichten schwedischer Offiziere während des 17. Jahrhunderts, sowie ein vielbeachtetes Doppel-Werk über den deutschen General und Politiker Erich Ludendorff und den preußischen Landschaftsvorsteher Wolfgang Kapp.

## Werke
Aufsätze
- Rang und nationale Herkunft. Eine Studie über die schwedischen hohen Offiziere der späteren Grossmachtzeit. In: Göran Rystad (Hrsg.): Europe and Scandinavia. Aspects of the Process of Integration in the 17th Century (Lund studies in international history; 18). Esselte Studium, Lund 1983, ISBN 91-24-32785-9, S. 135–57.

Monographien
- De höga officerarna. Studier i den svenska militära hierarkien under 1600-talets senare del. Militärhistoriska Förlag, Stockholm 1981, ISBN 91-85266-18-3 (mit deutscher Zusammenfassung unter dem Titel Die hohen Offiziere).
- Från fred till krig. De finansiella problemen kring krigsutbrottet år 1700. Almqvist & Wiksell, Uppsala 1975, ISBN 91-554-0301-8 (zugl. Dissertation, Universität Uppsala 1975).
- Ludendorff und Kapp in Schweden. Aus dem Leben zweier Verlierer („Ludendorff och Kapp i Sverige“). Verlag Peter Lang, Frankfurt/M. 1995, ISBN 3-631-47678-7.
- Spengler i Sverige. Den svenska receptionen av Oswald Spenglers teser om världhistorie ooch västerlandets undergång. Hjalmarson & Högberg, Stockholm 2009, ISBN 978-91-7224-086-5.

| Personendaten    | Personendaten           |
| ---------------- | ----------------------- |
| NAME             | Cavallie, James         |
| KURZBESCHREIBUNG | schwedischer Historiker |
| GEBURTSDATUM     | 20. Dezember 1933       |